# Serbiceni, Secureni
Serbiceni (în ucraineană Сербичани, transliterat: Serbîceanî) este un sat reședință de comună în raionul Secureni din regiunea Cernăuți (Ucraina). Are 1,570 locuitori, preponderent ucraineni. 
Satul este situat la o altitudine de 256 metri, în partea de centru a raionului Secureni.

## Istorie
Localitatea Serbiceni a făcut parte încă de la înființare din Ținutul Hotinului a regiunii istorice Basarabia a Principatului Moldovei, numindu-se inițial Sărbiceni. Prima atestare documentară a satului era loc în anul 1602. După 1711, a fost ocupată de turci, devenind parte din raiaua Hotinului a Imperiului Otoman. 
Prin Tratatul de pace de la București, semnat pe 16/28 mai 1812, între Imperiul Rus și Imperiul Otoman, la încheierea războiului ruso-turc din 1806 – 1812, Rusia a ocupat teritoriul de est al Moldovei dintre Prut și Nistru, pe care l-a alăturat Ținutului Hotin și Basarabiei/Bugeacului luate de la Turci, denumind ansamblul Basarabia (în 1813) și transformându-l într-o gubernie împărțită în zece ținuturi (Hotin, Soroca, Bălți, Orhei, Lăpușna, Tighina, Cahul, Bolgrad, Chilia și Cetatea Albă, capitala guberniei fiind stabilită la Chișinău). 
La începutul secolului al XIX-lea, conform recensământului efectuat de către autoritățile țariste în anul 1817, satul Serbiceni (denumirea rusificată a localității Sărbiceni) făcea parte din Ocolul Nistrului de jos a Ținutului Hotin . În a doua jumătate a secolului al XIX-lea a fost construită aici o biserică de lemn . 
După Unirea Basarabiei cu România la 27 martie 1918, satul Serbiceni a făcut parte din componența României, în Plasa Secureni a județului Hotin. Pe atunci, majoritatea populației era formată din ucraineni. 
Ca urmare a Pactului Ribbentrop-Molotov (1939), Basarabia, Bucovina de Nord și Ținutul Herța au fost anexate de către URSS la 28 iunie 1940. După ce Basarabia a fost ocupată de sovietici, Stalin a dezmembrat-o în trei părți. Astfel, la 2 august 1940, a fost înființată RSS Moldovenească, iar părțile de sud (județele românești Cetatea Albă și Ismail) și de nord (județul Hotin) ale Basarabiei, precum și nordul Bucovinei și Ținutul Herța au fost alipite RSS Ucrainene. La 7 august 1940, a fost creată regiunea Cernăuți, prin alipirea părții de nord a Bucovinei cu Ținutul Herța și cu cea mai mare parte a județului Hotin din Basarabia .
În perioada 1941-1944, toate teritoriile anexate anterior de URSS au reintrat în componența României. Apoi, cele trei teritorii au fost reocupate de către URSS în anul 1944 și integrate în componența RSS Ucrainene, conform organizării teritoriale făcute de Stalin după anexarea din 1940, când Basarabia a fost ruptă în trei părți. 
Începând din anul 1991, satul Serbiceni face parte din raionul Secureni al regiunii Cernăuți din cadrul Ucrainei independente. Conform recensământului din 1989, numărul locuitorilor care s-au declarat români plus moldoveni era de 8 (0+8), reprezentând 0,48% din populație . În prezent, satul are 1.570 locuitori, preponderent ucraineni.

## Demografie
Componența lingvistică a comunei Serbiceni
     Ucraineană (98,73%)
     Alte limbi (1,27%)
Conform recensământului din 2001, majoritatea populației comunei Serbiceni era vorbitoare de ucraineană (98,73%), existând în minoritate și vorbitori de alte limbi.
1930: 1.681 (recensământ)
1989: 1.570 (recensământ)
2007: 1.664 (estimare)

## Obiective turistice
- Biserica de lemn cu hramul "Sf. Arhanghel Mihail" - construită în 1846 din lemn, cu o clopotniță de lemn din aceeași perioadă [8]
- Monumentul eroilor căzuți pe front în primul război mondial - construit în 1935 de către localnici în curtea bisericii
- Muzeul de istorie al satului Serbiceni